# Grury
Grury település Franciaországban, Saône-et-Loire megyében. Lakosainak száma 494 fő (2022. január 1.). Grury Marly-sous-Issy, Chalmoux, La Chapelle-au-Mans, Cressy-sur-Somme, Issy-l’Évêque, Maltat, Mont és Neuvy-Grandchamp községekkel határos.

## Népesség
A település népességének változása:
| Lakosok száma | 538  | 537  | 545  | 535  | 524  | 513  | 502  | 499  | 494  |
|               | 2013 | 2015 | 2016 | 2017 | 2018 | 2019 | 2020 | 2021 | 2022 |